# Phyllodon perplanicaulis
Phyllodon perplanicaulis là một loài Rêu trong họ Hypnaceae. Loài này được (Broth.) Kis mô tả khoa học đầu tiên năm 2002.